# Remigio de Ruan
Remigio de Ruán (f. 19 de enero de 772) fue un religioso y santo franco.

## Biografía
Remigio fue un hijo ilegítimo de Carlos Martel y probablemente Ruodhaido. Fue el tercer arzobispo de Ruan desde 755 a 762. Al contrario de sus hermanos, negó cualquier tipo de herencia de su padre. Se convirtió en arzobispo durante el reinado de su hermanastro Pipino el Breve. Según la tradición, su hermano lo había enviado a Fleury-sur-Loire a recoger las reliquias de San Benito y llevarlas de nuevo a Montecassino, pero se dice que había quedado ciego al abrir la caja donde se guardaban las reliquias y que fueron las oraciones del abad las que le devolvieron la vista.
Remigio fue enviado por Pipino a Italia en 760 en compañía de sus dos hermanos Bernard y Hieronimo y el duque Aucharicus, para mediar entre el papa Paulo I y el rey de los longobardos Desiderio. Su intención era que el rey se aviniera a restituir a la Iglesia romana tierras que la había arrebatado. El papa Paulo I dio las gracias a Pipino por este buen oficio y llama a Remigio «persona amable a Dios».
En uno de sus viajes de Roma, trajo a al maestro de coro Simeón, para imponer el canto gregoriano y fue uno de los grandes influyentes del rito y del canto litúrgico romanos por toda Francia. Asistió a la celebración del Sínodo de Attigny el año 765. Remigio gozaba de gran fama entre sus acólitos y por ello, a su muerte, el 19 de enero de 772, comenzó a recibir veneración pública. Su cuerpo fue trasladado un siglo más tarde a Soissons, al parecer a causa de las invasiones normandas, pero en el año 1090 sus restos fueron devueltos a Ruan. Cuando los hugonotes tomaron la ciudad en 1562 echaron sus reliquias a una hoguera.